# Championnat du monde féminin moins de 18 ans de hockey sur glace 2023
 (janvier 2024).
Navigation
Championnat du monde 2022 Championnat du monde 2024
Le Championnat du monde féminin moins de 18 ans de hockey sur glace 2023 est la seizième édition de cette compétition organisée par la Fédération internationale de hockey sur glace (IIHF).
Le tournoi de la Division Élite, regroupant les meilleures nations, se déroule du 8 au 15 janvier 2023 à Östersund en Suède.
Les divisions inférieures sont disputées indépendamment du groupe Élite.

## Format de compétition
| Niveau         | Nombre d'équipes | Date                            | Lieu      |
| -------------- | ---------------- | ------------------------------- | --------- |
| Division élite | 8                | du 8 au 15 janvier 2023         | Östersund |
| Division IA    | 6                | du 9 au 15 janvier 2023         | Renon     |
| Division IB    | 6                | du 9 au 15 janvier 2023         | Katowice  |
| Division IIA   | 6                | du 21 au 27 janvier 2023        | Dumfries  |
| Division IIB   | 6                | du 26 janvier au 2 février 2023 | Sofia     |

Le groupe Élite comprend 8 équipes participantes qui sont réparties en deux groupes de 4. Chaque groupe est disputé sous la forme d'un championnat à matches simples. Les 2 premiers du groupe A sont qualifiés d'office pour les demi-finales. Les 2 derniers du groupe A et les 2 premiers du groupe B s'affrontent lors de quarts de finale croisés. Les 2 derniers du groupe B participent au tour de relégation qui détermine l'équipe qui sera reléguée en Division IA lors de l’édition suivante.
Pour les autres divisions, les équipes s’affrontent entre elles et, à l'issue de cette compétition, le premier est promu dans la division supérieure et le dernier est relégué dans la division inférieure, sauf en division IIB où il n'y a pas de relégation.
Pour toutes les divisions, la répartition des points est la suivante :
- 3 points pour une victoire dans le temps réglementaire ;
- 2 points pour une victoire en prolongation ou aux tirs de fusillade ;
- 1 point pour une défaite en prolongation ou aux tirs de fusillade ;
- 0 point pour une défaite dans le temps réglementaire.

## Division Élite

### Nations participantes
| Groupe A   | Groupe B  |
| ---------- | --------- |
| Canada     | Japon     |
| États-Unis | Slovaquie |
| Finlande   | Suisse    |
| Suède      | Tchéquie  |

### Tour préliminaire
Légende :
- en gras, qualifié pour les demi-finales
- en italique, qualifié pour les quarts de finale
- joue le tour de relégation

Pour les significations des abréviations, voir statistiques du hockey sur glace.
| Clt   | Équipe     | PJ | V | VP | D | DP | BP | BC | Diff | Pts |
| ----- | ---------- | -- | - | -- | - | -- | -- | -- | ---- | --- |
| +001, | Canada H   | 3  | 3 | 0  | 0 | 0  | 15 | 3  | +12  | 9   |
| +002, | États-Unis | 3  | 2 | 0  | 1 | 0  | 15 | 7  | +8   | 6   |
| +003, | Finlande   | 3  | 1 | 0  | 2 | 0  | 11 | 11 | 0    | 3   |
| +004, | Suède      | 3  | 0 | 0  | 3 | 0  | 2  | 22 | -20  | 0   |

| 8 janvier  | États-Unis | 6 | 3 | Suède      | [ DE 2 ] |
| 8 janvier  | Canada     | 8 | 0 | Finlande   | [ DE 3 ] |
| 9 janvier  | États-Unis | 8 | 1 | Finlande   | [ DE 4 ] |
| 9 janvier  | Suède      | 2 | 4 | Canada     | [ DE 5 ] |
| 11 janvier | Finlande   | 1 | 6 | Suède      | [ DE 6 ] |
| 11 janvier | Canada     | 3 | 1 | États-Unis | [ DE 7 ] |

| Clt   | Équipe    | PJ | V | VP | D | DP | BP | BC | Diff | Pts |
| ----- | --------- | -- | - | -- | - | -- | -- | -- | ---- | --- |
| +001, | Tchéquie  | 3  | 3 | 0  | 0 | 0  | 12 | 6  | +6   | 9   |
| +002, | Slovaquie | 3  | 2 | 0  | 1 | 0  | 13 | 8  | +5   | 6   |
| +003, | Suisse    | 3  | 1 | 0  | 2 | 0  | 5  | 8  | -3   | 3   |
| +004, | Japon P   | 3  | 0 | 0  | 3 | 0  | 5  | 13 | -8   | 0   |

| 8 janvier  | Tchéquie  | 3 | 2 | Suisse    | [ DE 8 ]  |
| 8 janvier  | Slovaquie | 6 | 3 | Japon     | [ DE 9 ]  |
| 9 janvier  | Japon     | 1 | 5 | Tchéquie  | [ DE 10 ] |
| 9 janvier  | Slovaquie | 4 | 1 | Suisse    | [ DE 11 ] |
| 11 janvier | Tchéquie  | 4 | 3 | Slovaquie | [ DE 12 ] |
| 11 janvier | Suisse    | 2 | 1 | Japon     | [ DE 13 ] |

### Tour de relégation
Le tour se joue au meilleur des 3 matches : la 1re équipe qui gagne 2 fois reste en Division Élite. Le perdant est relégué en Division IA.
| Date       | Équipe 1 | Score | Équipe 2 |           |
| ---------- | -------- | ----- | -------- | --------- |
| 12 janvier | Suisse   | 5 - 0 | Japon    | [ DE 15 ] |
| 14 janvier | Japon    | 1 - 2 | Suisse   | [ DE 16 ] |

### Phase finale
En demi-finale l'équipe la mieux classée selon les critères suivants : 
1. rang dans le groupe
2. placement dans le groupe

jouera contre le demi-finaliste le moins bien classé. Le deuxième demi-finaliste le mieux classé affrontera le troisième demi-finaliste le mieux classé.
| Rang | Équipe     | Groupe | Pos. |
| ---- | ---------- | ------ | ---- |
| 1    | Canada     | A      | 1    |
| 2    | États-Unis | A      | 2    |
| 3    | Suède      | A      | 3    |
| 4    | Finlande   | A      | 4    |
| 5    | Tchéquie   | B      | 1    |
| 6    | Slovaquie  | B      | 2    |

#### Tableau
Le tableau de la phase finale de la division élite figure ci-après :
|  | Quarts de finale       | Quarts de finale |            |                        | Demi-finales | Demi-finales |  |  | Finale     | Finale     |
|  | Quarts de finale       | Quarts de finale |            |                        | Demi-finales | Demi-finales |  |  | Finale     | Finale     |
|  |                        |                  |            |                        |              |              |  |  |            |            |
|  | 12 janvier             | 12 janvier       |            |                        | 14 janvier   | 14 janvier   |  |  | 15 janvier | 15 janvier |
|  | 12 janvier             | 12 janvier       |            |                        | 14 janvier   | 14 janvier   |  |  | 15 janvier | 15 janvier |
|  | 12 janvier             | 12 janvier       | Canada     | 3 P                    |              |              |  |  | 15 janvier | 15 janvier |
|  | Finlande               | 3                | Canada     | 3 P                    |              |              |  |  | 15 janvier | 15 janvier |
|  | Finlande               | 3                | Finlande   | 2                      |              |              |  |  | 15 janvier | 15 janvier |
|  | Tchéquie               | 2                | Finlande   | 2                      |              |              |  |  | 15 janvier | 15 janvier |
|  | Tchéquie               | 2                | 14 janvier | 14 janvier             | Canada       | 10           |  |  |            |            |
|  | 12 janvier             |                  | 14 janvier | 14 janvier             | Canada       | 10           |  |  |            |            |
|  |                        | Suède            | 14 janvier | 14 janvier             | 0            |              |  |  |            |            |
|  | Suède                  | Suède            | 14 janvier | 14 janvier             | 0            | 6            |  |  |            |            |
|  | Suède                  | États-Unis       | 1          |                        |              | 6            |  |  |            |            |
|  | Slovaquie              | États-Unis       | 1          | 1                      |              |              |  |  |            |            |
|  | Slovaquie              | Suède            | 2          | 1                      |              |              |  |  |            |            |
|  |                        | Suède            | 2          | Match pour la 3e place |              |              |  |  |            |            |
|  | Match pour la 5e place |                  |            |                        |              |              |  |  |            |            |
|  | 14 janvier             | 14 janvier       | 15 janvier | 15 janvier             |              |              |  |  |            |            |
|  | 14 janvier             | 14 janvier       | 15 janvier | 15 janvier             |              |              |  |  |            |            |
|  | Tchéquie               | 6                | États-Unis | 5                      |              |              |  |  |            |            |
|  | Tchéquie               | 6                | États-Unis | 5                      |              |              |  |  |            |            |
|  | Slovaquie              | 3                | Finlande   | 0                      |              |              |  |  |            |            |
|  | Slovaquie              | 3                | Finlande   | 0                      |              |              |  |  |            |            |

### Classement final
| Place              | Équipe     |
| ------------------ | ---------- |
| Médaille d'or      | Canada     |
| Médaille d'argent  | Suède      |
| Médaille de bronze | États-Unis |
| 4                  | Finlande   |
| 5                  | Tchéquie   |
| 6                  | Slovaquie  |
| 7                  | Suisse     |
| 8                  | Japon      |

- Relégué en Division IA

## Autres divisions

### Division I

#### Groupe A
La compétition se déroule du 9 au 15 janvier 2023 à Renon en Italie.
Légende :
- en gras, promu en division élite
- en italique, relégué en division IB
- Pr : Prolongations
- F : Tirs de fusillade

Pour les significations des abréviations, voir statistiques du hockey sur glace.
| Clt   | Équipe      | PJ | V | VP | D | DP | BP | BC | Diff | Pts |
| ----- | ----------- | -- | - | -- | - | -- | -- | -- | ---- | --- |
| +001, | Allemagne R | 5  | 3 | 1  | 0 | 1  | 10 | 4  | +6   | 12  |
| +002, | Italie H    | 5  | 2 | 1  | 1 | 1  | 8  | 5  | +3   | 9   |
| +003, | France      | 5  | 2 | 1  | 1 | 1  | 11 | 8  | +3   | 9   |
| +004, | Hongrie     | 5  | 2 | 1  | 2 | 0  | 11 | 10 | +1   | 8   |
| +005, | Autriche P  | 5  | 0 | 1  | 2 | 2  | 6  | 11 | -5   | 4   |
| +006, | Norvège     | 5  | 1 | 0  | 4 | 0  | 8  | 16 | -8   | 3   |

| 9 janvier  | Norvège   | 1    | 3    | Allemagne | [ FM-I 2 ]  |
| 9 janvier  | Hongrie   | 1    | 2    | France    | [ FM-I 3 ]  |
| 9 janvier  | Autriche  | 0    | 1 Pr | Italie    | [ FM-I 4 ]  |
| 10 janvier | Allemagne | 3    | 1    | Hongrie   | [ FM-I 5 ]  |
| 10 janvier | France    | 2    | 3 F  | Autriche  | [ FM-I 6 ]  |
| 10 janvier | Italie    | 4    | 1    | Norvège   | [ FM-I 7 ]  |
| 12 janvier | Allemagne | 2    | 0    | Autriche  | [ FM-I 8 ]  |
| 12 janvier | France    | 0    | 2    | Italie    | [ FM-I 9 ]  |
| 12 janvier | Norvège   | 2    | 3    | Hongrie   | [ FM-I 10 ] |
| 13 janvier | Italie    | 0    | 1 F  | Allemagne | [ FM-I 11 ] |
| 13 janvier | France    | 5    | 1    | Norvège   | [ FM-I 12 ] |
| 13 janvier | Hongrie   | 3 Pr | 2    | Autriche  | [ FM-I 13 ] |
| 15 janvier | Autriche  | 1    | 3    | Norvège   | [ FM-I 14 ] |
| 15 janvier | Italie    | 1    | 3    | Hongrie   | [ FM-I 15 ] |
| 15 janvier | Allemagne | 1    | 2 F  | France    | [ FM-I 16 ] |

#### Groupe B
La compétition se déroule du 9 au 15 janvier 2023 à Katowice en Pologne.
Légende :
- en gras, promu en division IA
- en italique, relégué en division IIA
- forfait
- Pr : Prolongations

Pour les significations des abréviations, voir statistiques du hockey sur glace.
| Clt   | Équipe         | PJ | V | VP | D | DP | BP | BC | Diff | Pts |
| ----- | -------------- | -- | - | -- | - | -- | -- | -- | ---- | --- |
| +001, | Danemark       | 4  | 4 | 0  | 0 | 0  | 19 | 3  | +16  | 12  |
| +002, | Pologne H      | 4  | 3 | 0  | 0 | 0  | 15 | 3  | +12  | 9   |
| +003, | Espagne P      | 4  | 1 | 1  | 2 | 0  | 6  | 9  | -3   | 5   |
| +004, | Corée du Sud   | 4  | 1 | 0  | 2 | 1  | 5  | 12 | -7   | 4   |
| +005, | Taipei chinois | 4  | 0 | 0  | 4 | 0  | 2  | 20 | -18  | 0   |
| -     | Chine          | 0  | 0 | 0  | 0 | 0  | 0  | 0  | 0    | 0   |

| 10 janvier | Pologne        | 6 | 0    | Corée du Sud   | [ FM-I 18 ] |
| 10 janvier | Espagne        | 4 | 1    | Taipei chinois | [ FM-I 19 ] |
| 11 janvier | Danemark       | 3 | 0    | Espagne        | [ FM-I 20 ] |
| 12 janvier | Danemark       | 3 | 1    | Pologne        | [ FM-I 21 ] |
| 12 janvier | Taipei chinois | 0 | 3    | Corée du Sud   | [ FM-I 22 ] |
| 13 janvier | Espagne        | 0 | 4    | Pologne        | [ FM-I 23 ] |
| 14 janvier | Taipei chinois | 1 | 9    | Danemark       | [ FM-I 24 ] |
| 14 janvier | Corée du Sud   | 1 | 2 Pr | Espagne        | [ FM-I 25 ] |
| 15 janvier | Pologne        | 4 | 0    | Taipei chinois | [ FM-I 26 ] |
| 15 janvier | Corée du Sud   | 1 | 4    | Danemark       | [ FM-I 27 ] |

### Division II

#### Groupe A
La compétition se déroule du 21 au 27 janvier 2023 à Dumfries en Grande-Bretagne.
Légende :
- en gras, promu en division IB
- en italique, relégué en division IIB
- P : Prolongations
- F : Tirs de fusillade

Pour les significations des abréviations, voir statistiques du hockey sur glace.
| Clt   | Équipe          | PJ | V | VP | D | DP | BP | BC | Diff | Pts |
| ----- | --------------- | -- | - | -- | - | -- | -- | -- | ---- | --- |
| +001, | Australie       | 5  | 4 | 0  | 1 | 0  | 16 | 7  | +9   | 12  |
| +002, | Lettonie        | 5  | 2 | 2  | 1 | 0  | 14 | 7  | +7   | 10  |
| +003, | Pays-Bas        | 5  | 3 | 0  | 1 | 1  | 9  | 9  | 0    | 10  |
| +004, | Grande-Bretagne | 5  | 3 | 0  | 1 | 1  | 11 | 8  | +3   | 10  |
| +005, | Turquie         | 5  | 0 | 1  | 4 | 0  | 6  | 11 | -5   | 2   |
| +006, | Mexique         | 5  | 0 | 0  | 4 | 1  | 6  | 20 | -14  | 1   |

| 21 janvier | Australie       | 3   | 1    | Turquie         | [ FM-II 2 ]  |
| 21 janvier | Mexique         | 1   | 6    | Lettonie        | [ FM-II 3 ]  |
| 21 janvier | Pays-Bas        | 3   | 1    | Grande-Bretagne | [ FM-II 4 ]  |
| 22 janvier | Turquie         | 3 F | 2    | Mexique         | [ FM-II 5 ]  |
| 22 janvier | Australie       | 4   | 0    | Pays-Bas        | [ FM-II 6 ]  |
| 22 janvier | Grande-Bretagne | 2   | 3 F  | Lettonie        | [ FM-II 7 ]  |
| 24 janvier | Pays-Bas        | 1   | 2 Pr | Lettonie        | [ FM-II 8 ]  |
| 24 janvier | Australie       | 5   | 2    | Mexique         | [ FM-II 9 ]  |
| 24 janvier | Grande-Bretagne | 3   | 1    | Turquie         | [ FM-II 10 ] |
| 26 janvier | Turquie         | 1   | 2    | Pays-Bas        | [ FM-II 11 ] |
| 26 janvier | Lettonie        | 2   | 3    | Australie       | [ FM-II 12 ] |
| 26 janvier | Mexique         | 0   | 3    | Grande-Bretagne | [ FM-II 13 ] |
| 27 janvier | Lettonie        | 1   | 0    | Turquie         | [ FM-II 14 ] |
| 27 janvier | Pays-Bas        | 3   | 1    | Mexique         | [ FM-II 15 ] |
| 27 janvier | Grande-Bretagne | 2   | 1    | Australie       | [ FM-II 16 ] |

#### Groupe B
La compétition se déroule du 26 janvier au 2 février 2023 à Sofia en Bulgarie.
Légende :
- en gras, promu en division IIA
- P : Prolongations
- F : Tirs de fusillade

Pour les significations des abréviations, voir statistiques du hockey sur glace.
| Clt   | Équipe           | PJ | V | VP | D | DP | BP | BC | Diff | Pts |
| ----- | ---------------- | -- | - | -- | - | -- | -- | -- | ---- | --- |
| +001, | Kazakhstan R     | 5  | 5 | 0  | 0 | 0  | 35 | 5  | +30  | 15  |
| +002, | Belgique         | 5  | 3 | 1  | 1 | 0  | 22 | 13 | +9   | 11  |
| +003, | Islande R        | 5  | 2 | 1  | 1 | 1  | 15 | 14 | +1   | 9   |
| +004, | Nouvelle-Zélande | 5  | 2 | 0  | 3 | 0  | 19 | 14 | +5   | 6   |
| +005, | Bulgarie         | 5  | 1 | 0  | 3 | 1  | 15 | 21 | -6   | 4   |
| +006, | Estonie          | 5  | 0 | 0  | 5 | 0  | 1  | 40 | -39  | 0   |

| 26 janvier  | Islande          | 2  | 3 Pr | Belgique         | [ FM-II 18 ] |
| 26 janvier  | Estonie          | 0  | 6    | Bulgarie         | [ FM-II 19 ] |
| 27 janvier  | Islande          | 2  | 1    | Nouvelle-Zélande | [ FM-II 20 ] |
| 27 janvier  | Belgique         | 7  | 0    | Estonie          | [ FM-II 21 ] |
| 27 janvier  | Kazakhstan       | 8  | 1    | Bulgarie         | [ FM-II 22 ] |
| 28 janvier  | Nouvelle-Zélande | 1  | 7    | Kazakhstan       | [ FM-II 23 ] |
| 29 janvier  | Islande          | 8  | 1    | Estonie          | [ FM-II 24 ] |
| 29 janvier  | Kazakhstan       | 5  | 3    | Belgique         | [ FM-II 25 ] |
| 29 janvier  | Nouvelle-Zélande | 4  | 2    | Bulgarie         | [ FM-II 26 ] |
| 31 janvier  | Estonie          | 0  | 8    | Kazakhstan       | [ FM-II 27 ] |
| 31 janvier  | Belgique         | 3  | 2    | Nouvelle-Zélande | [ FM-II 28 ] |
| 31 janvier  | Bulgarie         | 2  | 3 F  | Islande          | [ FM-II 29 ] |
| 1er février | Nouvelle-Zélande | 11 | 0    | Estonie          | [ FM-II 30 ] |
| 1er février | Bulgarie         | 4  | 6    | Belgique         | [ FM-II 31 ] |
| 1er février | Kazakhstan       | 7  | 0    | Islande          | [ FM-II 32 ] |